# Gasteruption assectator
Gasteruption assectator – gatunek błonkówki z rodziny zadziorkowatych i podrodziny Gasteruptiinae.
Gatunek opisany w 1758 roku przez Karol Linneusza jako Ichneumon assectator.

## Opis
Głowa, trzonki czułków, boki tułowia i pozatułowia czarne. Głowa w widoku przednim nieco wyciągnięta poniżej linię oczu. Żeberko potyliczne zanikające w części środkowo-grzbietowej. Nadustek z niewielkim wgłębieniem, niekiedy zanikłym. Żuwaczki u nasady ciemnobrązowe, rudobrązowe, rzadko żółtawobrązowe. Oczy krótko owłosione. Głowa i śródtarczka podobnie pomarszczone. Odnóża tylne o tęgich goleniach z wyraźną, jasną opaską w pobliżu nasady i żółtobrązowymi lub brązowymi ostrogami. Tylne stopy brązowe do czarniawych. Samiec z płytko wciętym hypopygium. Osłonki pokładełka samicy od 0,8 do 1,3 razy tak długie jak tylne golenie; na wierzchołku czarniawe bądź nieco brązowawe.

## Rozprzestrzenienie
Gatunek holarktyczny. W Europie wykazany został z Austrii, Belgii, Bułgarii, Chorwacji, Czech, Danii, Finlandii, Francji, Grecji, Hiszpanii, Irlandii, Korsyki, Niemiec, Norwegii, Polski, Rumunii, Rosji, Sardynii, Słowacji, Sycylii, Szwecji, Szwajcarii, Ukrainy, Węgier, Wielkiej Brytanii i Włoch. Ponadto znany z Wysp Kanaryjskich, Cypru, Turcji, Iranu, wschodniej Palearktyki, Afryki Północnej i Nearktyki.